# Trois Cités
Les Trois cités est le nom générique donné aux villes maltaises de Il-Birgu ou Città Vittoriosa ainsi que Bormla ou Città Cospicua et L-Isla-Senglea au Città Invicta, situées sur l'île de Malte au sud de Grand Harbour. Ce nom n'apparaît qu'avec l'occupation française.
Au XVIIe siècle, les villes de Birgu et Senglea étaient les seules villes fortifiées dans cette partie de l'île. En 1638, une nouvelle fortification, les Margherita Lines, englobant Bormla, fut construite par l'ingénieur Firenzuola. Après la chute de Candie et la prise de la Crète en 1670, le grand maître de l'ordre de Saint-Jean de Jérusalem Nicolas Cottoner y de Oleza demande à Antonio Maurizio Valperga, ingénieur militaire du duc de Savoie, de construire de nouvelles fortifications englobant toutes les collines au-dessus des Margherita Lines.
Cottoner, très critiqué par les princes catholiques, assure le financement des travaux et pose la première pierre le 28 août 1670. Derrière ses 4,5 kilomètres de rempart englobant villes et champs, Cottoner pouvait ainsi abriter en cas de besoin, face aux fortifications de La Valette, 40 000 personnes avec effets, vivres et bétail.
Outre l'expression de « Trois-cités », l'appellation de cet ensemble urbain en Latin est Civitas Cottonera du nom du grand maître réalisateur des fortifications.